# 并行线蜑螺
并行线蜑螺（学名：Neritina parallella），是原始腹足目蜑螺科河蜑螺属的一种。主要分布于台湾，常栖息在河口泥沙与小石上，喜栖于较干旱的环境。